# 431
Cette page concerne l'année 431  du calendrier julien. Pour l'année 431 av. J.-C., voir 431 av. J.-C. Pour le nombre 431, voir 431 (nombre).
L'année 431 est une année commune qui commence un jeudi.

## Événements
- 22 juin : le troisième concile œcuménique s'ouvre à Éphèse (clôture le 17 juillet). Il définit Marie comme étant vraiment la « Mère de Dieu » et condamne comme une hérésie le nestorianisme, qui la définit seulement comme « Mère du Christ »[1]. Nestorius et son contradicteur Cyrille d'Alexandrie sont tous les deux déposés.
- Juillet-août : Hippone tombe aux mains des Vandales après 14 mois de siège. Boniface, appuyé par des secours venus de Rome et de Constantinople commandés par le patrice Aspar, essaie de sauver l’Afrique romaine. Battu par Genséric à Hippone, il rentre en Italie (432)[2].
- 25 octobre : Nestorius est remplacé par Maximien comme patriarche de Constantinople et regagne son couvent d'Euprepios près d'Antioche[3].
- 30 octobre : après son succès sur Nestorius au concile d'Éphèse, le patriarche d’Alexandrie Cyrille est accueilli triomphalement en Égypte[4], et Alexandrie est considérée pendant un temps comme la capitale de la chrétienté d’Orient. Un grand nombre des partisans de Nestorius se réfugient en Perse, et Nestorius meurt dans le désert de Libye en 440[5].

- En Chine, le roi Tuoba Tao (T'o-pa T'ao) annexe le Shaanxi (Chen-si)[6].
- Aetius bat les Juthunges, Germains qui se sont introduits dans l’Empire, et rétablit le pouvoir romain dans les deux Rhéties et en Norique. Les frontières du Rhin et du Danube supérieur sont confortées[7].
- Selon la Chronique de Prosper d'Aquitaine, le pape Célestin Ier envoie son diacre Palladius en Irlande. Il en devient le premier évêque[8].
- L'évêque de Chaves Hydace est envoyé en ambassade en Gaule pour réclamer l'appui d'Aetius contre les Suèves qui ravagent la Galice. Le comte Censorius est chargé de négocier avec les Suèves (462)[9].

## Décès en 431
- 22 juin : Paulin de Nole, poète chrétien (né à Bordeaux en 353).